# Ugandapithecus major
Ugandapithecus major es una especie de primate hominoide extinto del disputado género Ugandapithecus. Con anterioridad a 2000 era conocido como Proconsul major y algunos sostienen que es un error el cambio de nombre.
U. major es uno de los dos grandes homínidos que habitaron la región en torno a Moroto, Uganda, siendo el otro Proconsul.

## Hallazgos fósiles
Un cráneo fosilizado casi completo de U. major estimado en 20 millones de años fue encontrado en el sitio XV Napak cerca de Iriri en la ladera del Volcán Napak (extinto) en julio de 2011 por el equipo dirigido por Martin Pickford y Brigitte Senut. Después de un año de limpieza, la documentación y la reconstrucción en París, los fragmentos del cráneo están ahora en exhibición en el Museo de Uganda en Kampala.
Anteriormente se habían encontrado piezas sólo pequeñas de los fósiles más recientes en Napak y en Moroto, cerca de Loitakero.